# آگوستا (مقام افتخاری)
آگوستا (لاتین کلاسیک: [au̯ˈɡʊsta] ؛ جمع آگوستا ؛ یونانی: αὐγούστα) عنوان افتخاری امپراتوری رومی بود که به زنان امپراطور و افتخارآمیز خانواده های امپراتوری داده می شد. این شکل زنانه آگوستوس بود. در قرن اول، آگوستا همچنین توانست عناوین Mater Castrorum ("مادر اردوگاه")، Mater Patriae ("مادر میهن") و Mater Senatus ("مادر سنا")  را دریافت کند.
این عنوان دلالت بر بزرگترین و برترین اعتبار را داشت و به قدرتمندترین و پرنفوذترین زن امپراتوری که اعتبار اعظیمی داست اعطا می شد این عنوان بر اعتبار و عظمت آنان بشدت می افزود. آگوستا می توانست سکه های خود را صادر کند ، لباس های باشکوه امپریالیستی بپوشد و در دربار و دادگاه های شوهر و پسر خود در غیابشان حکمرانی کند، تعداد محدودی از آگوستایان قدرتمند توانستن در جلسات سنا حضور داشته و در آن حاکم باشند، برای نمونه می توان به؛ جولیا اگریپینا، جولیا دومنا، جولیا مائسا، جولیا سوئمیاس و جولیا آویتا مامیا اشاره کرد.
در قرن سوم، جولیا دومنا اولین امپراتریس روم بود که پس از درگذشت همسرش سپتیمیوس سوروس، عنوان "پیا فلیکس آگوستا" را دریافت کرد، که این امر دلالت بر قدرت‌های بسیار زیاد بیشتری نسبت به آنچه که معمول برای مادران امپراتوران رومی بود به او داده شد و در این مقام حضور و نقش فوق‌العاده فعال و تاثیرگذاری در کل امور روزمره دولت داشت، به خصوص زمانی که پسرش کاراکالا بعد از قتل برادرش گتا به اداره کل امپراتوری روم بی توجه بوده و هر چه بیشتر و بزرگتر از گذشته دولت را بر عهده مادرش جولیا دومنا رها کرد و این کار باعث شد جولیا دومنا تا زمان مرگ به طور آشکارا و فعال هر روز بجای پسرش بر امپراتوری حاکم باشد و همه کارهای روزمره را اداره کند.